# James Cecil, 4. Earl of Salisbury

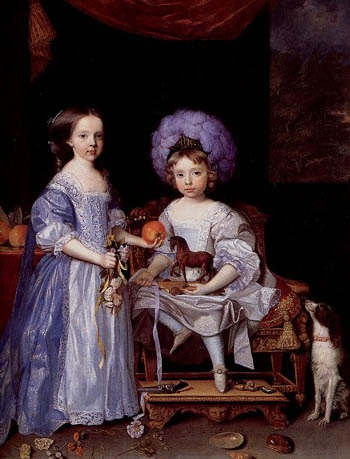
James Cecil (rechts) mit seiner Schwester Catherine, 1669

James Cecil, 4. Earl of Salisbury (getauft 25. September 1666; † 24. Oktober 1694) war ein englischer Politiker und Peer.

## Leben
Er war eines von zehn Kindern des James Cecil, 3. Earl of Salisbury aus dessen Ehe mit Lady Margaret Manners, einer Tochter von John Manners, 8. Earl of Rutland. Er wurde am St John’s College der Universität Cambridge, ausgebildet. Als sein Vater im Mai 1683 starb, folgte er, als ältester überlebender Sohn, als 4. Earl of Salisbury und 4. Viscount Cranborne. Er erbte von seinem Vater auch das Amt des High Steward von Hertford.
Am 13. Juli 1683, heiratete er 16-jährig die erst 12-jährige Frances Bennett (1670–1713), Tochter und Teilerbin des bereits verstorbenen Simon Bennet, Gutsherr von Beechampton in Buckingham und Witley Park in Surrey.
Nach seiner Heirat, 1683, unternahm er eine Grand Tour nach Kontinentaleuropa und kehrte erst um 1688 nach England zurück. Im selben Jahr wurde er Gentleman of the Bedchamber von König Jakob II. und konvertierte zur römisch-katholischen Kirche. Bei Ausbruch der Glorious Revolution, ab Oktober 1688, diente er als Colonel eines Kavallerieregiments, das auf der Seite Jakobs II. stand. Im Januar 1689 wurde er gefangen genommen und schließlich im Tower of London inhaftiert. Am 26. Oktober 1689 klagte das House of Commons ihn und Henry Mordaunt, 2. Earl of Peterborough, wegen Hochverrats an, genauer wegen „Abkehr von der Treue und Versöhnung mit der Kirche von Rom“. Für solche Anklagen gegen Peers war das House of Lords zuständig, das am selben Tag anordnete die Angeklagten vor dem House of Lords zu verhören. Als er am 28. Oktober 1689 vor das House of Lords gebracht wurde, antwortete er auf den Klagevorwurf:

“I went abroad young and was seven years out, and did not return a year before I was committed. As for my religion, when I come to defend it, I will defend myself as well as I can: I hope this honourable house doth not expect I should accuse myself.”

„Ich ging jung ins Ausland, war sieben Jahre weg und kam nicht einmal ein Jahr vor meiner Verpflichtung [zur Armee] zurück. Für meine Religion werde ich mich so gut ich kann verteidigen: Ich hoffe, dieses ehrenwerte Haus erwartet nicht, dass ich mich selbst beschuldige.“

Die Lords ordneten daraufhin die Hafterleichterung an, Cecil von seiner Frau, Freunden und Dienern im Tower besucht werden dürfe. Er blieb im Tower inhaftiert, ohne dass es zu weiteren Gerichtsverhandlungen gegen ihn kam. Nachdem er 21 Monate inhaftiert war, ohne dass es zu einer Verurteilung gekommen war, bat er das House of Lords am 2. Oktober 1690 mit einer Petition um seine Begnadigung. Die Lords stellten am 30. Oktober 1690 fest, dass eine kurz zuvor von der Krone erlassene allgemeine Begnadigung auch für die Earls of Salisbury und Petersborough gelte und ließen beide frei, ohne das House of Commons hierzu angehört zu haben.
Simon Bennet, Cecils verstorbener Schwiegervater, hatte jeder seiner drei Töchter testamentarisch 20.000 £ hinterlassen, wenn sie mit der Zustimmung benannter Personen und nach dem 16. Lebensjahr heiraten. Da Frances mit Zustimmung der benannten Personen, aber vor dem 16. Geburtstag heirate, erhielt sie zunächst nur 10.000 £ ausgezahlt. Nach seiner Haftentlassung führte Cecil die Erbschaftssache seiner Frau vor den High Court of Chancery. Das Gericht entschied am 1. Mai 1691 zu seinen Gunsten und seiner Frau wurden weitere 10.000 £, in Summe also 20.000 £, ausgezahlt.
Cecil starb am 24. Oktober 1694 im Alter von 28 Jahren. Seine Adelstitel fielen daraufhin an sein einziges Kind, den erst vier Jahre alten James Cecil, 5. Earl of Salisbury (1691–1728).